# Erika Köth

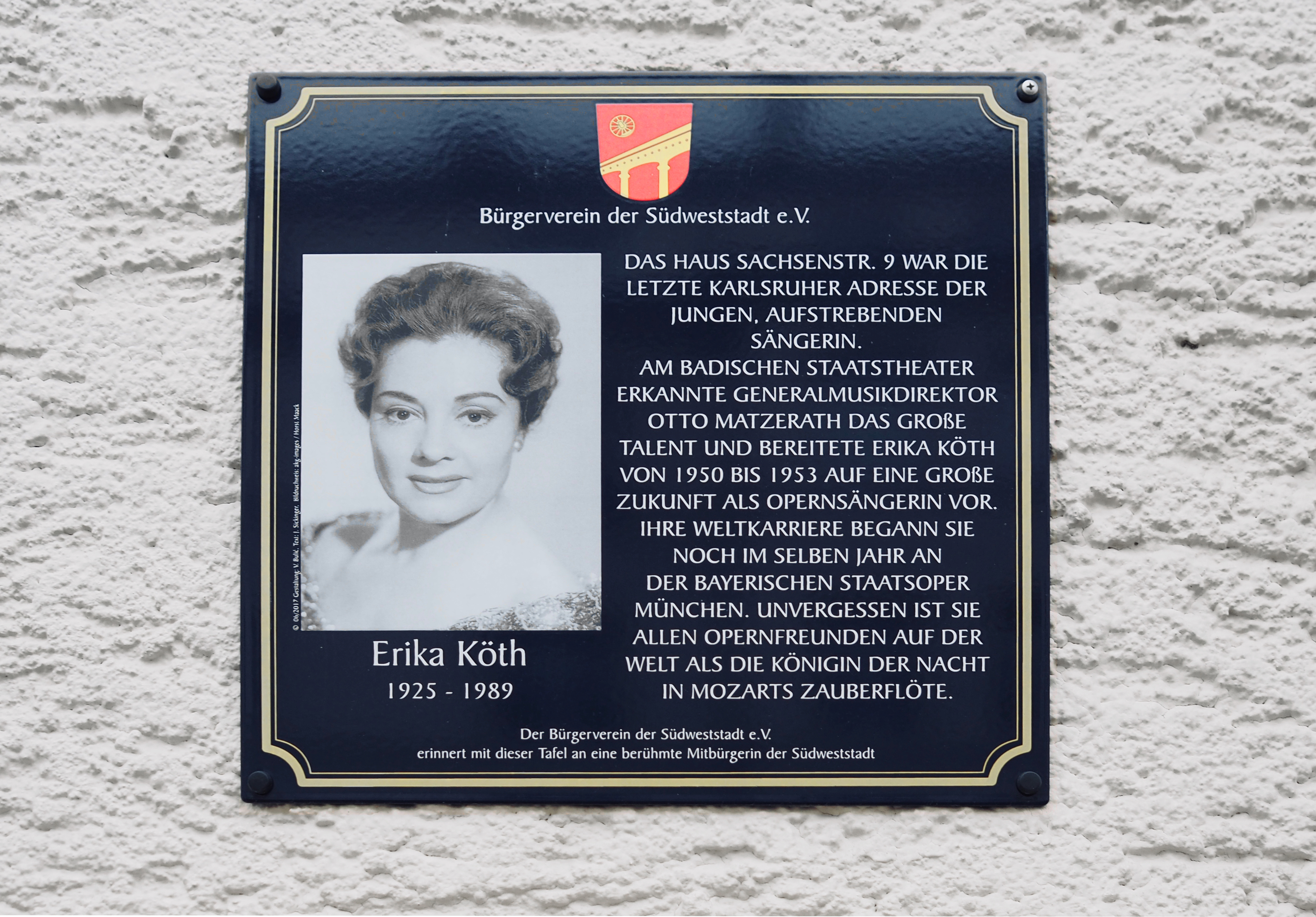

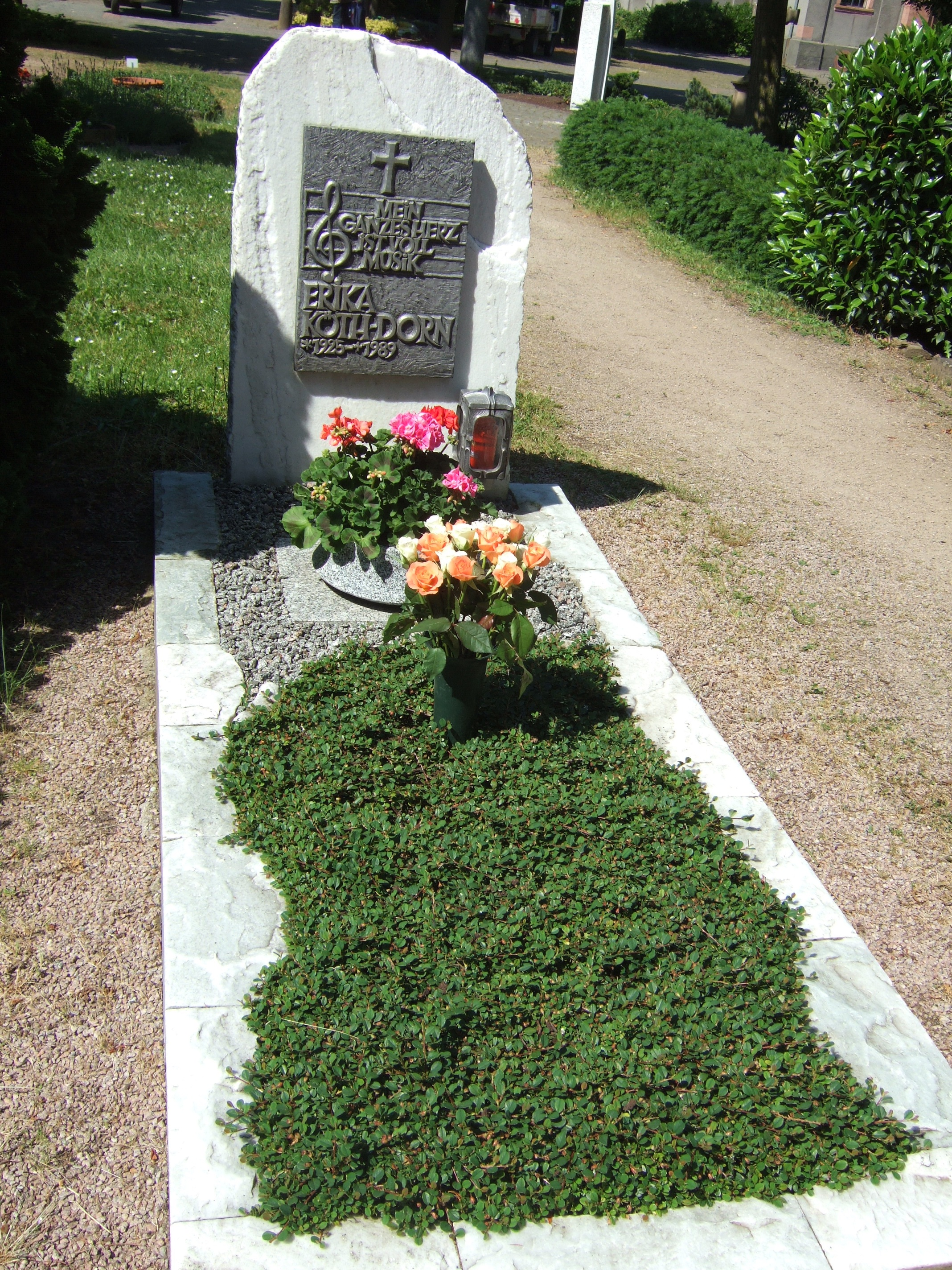
Het graf van Erika Köth op het "Alte Friedhof" in Darmstadt

Erika Köth (Darmstadt, 15 september 1925 - Speyer, 20 februari 1989) was een Duitse klassieke coloratuursopraan.

## Biografie
In haar tienerjaren studeerde zij met Elsa Blank, voordat ze in 1948 haar operadebuut maakte als Philine in de opera Mignon van de Franse componist Ambroise Thomas. Binnen tien jaar behoorde zij tot de vaste groep van klassieke zangeressen, die in heel Duitsland optraden. Ze werd beroemd met haar coloratuursopraan in opera's van Mozart, in het bijzonder als de "Königin der Nacht" in Die Zauberflöte. Bekendheid bij het grote publiek kreeg ze door rollen in opera's en operettes van Franz Lehár, Albert Lortzing, Robert Stolz en Johann Strauss.
Bij de Bayreuther Festspiele zong Erika Köth de rol van de Waldvogel in Richard Wagners opera Siegfried. Verder trad ze op in Covent Garden (Londen), Rome, Los Angeles, San Francisco en Boedapest, hoofdzakelijk in Richard Straussrollen. Daarnaast speelde zij Lucia di Lammermoor en was ze "Mimi" in Giacomo Puccinis La bohème.
Op 61-jarige leeftijd kreeg ze een niet te genezen vorm van kanker. Ze overleed op 20 februari 1989 en werd op 23 februari 1989 begraven op het oude kerkhof van haar geboorteplaats Darmstadt door de bisschop van Speyer, Anton Schlembach. De voormalige minister-president van Rijnland-Palts, Bernhard Vogel, sprak een woord van rouw.

## Discografie (selectie)
- Entführung aus dem Serail (Opera)
- Banditenstreiche (Operette)
- Rigoletto (met Rudolf Schock)
- Erika Köth sing Arien von Wolfgang Amadeus Mozart
- Erika Köth, Portret
- Deutsche Volkslieder
- Erika Köth in ihren Lieblingsrollen

### Opera
- Adolphe Adam: Die Nürnberger Puppe (Duitse taal): medewerkenden: Sanders Schier (Cornelius), Jakob Rees (Benjamin), Amon Lembach (Heinrich), Erika Köth (Berta), koor en orkest van de Frankfurter Rundfunk (Südwestfunk-orkest), Kurt Schröder (dirigent), radio-uitzending van 2 maart 1962. (Line Music 2018)

- Gaetano Donizetti: Don Pasquale met Josef Traxel
- Gaetano Donizetti: Lucia di Lammermoor met Rudolf Schock
- Wolfgang Amadeus Mozart: Entführung aus dem Serail Volledige opname, 1965, onder Eugen Jochum; als Konstanze

- Giuseppe Verdi: Rigoletto met Rudolf Schock

- Richard Wagner: Die Walküre Volledige opname, 1954, onder Wilhelm Furtwängler; als Helmwige

- Richard Wagner: Siegfried Volledige opname, Bayreuther Festspiele 1966 (live), onder Karl Böhm; als stem van de bosvogel

### Operette
- Johann Strauss (zoon): Die Fledermaus Volledige opname onder Herbert von Karajan

- Franz von Suppe: Banditenstreiche Volledige opname

- Carl Zeller: Der Vogelhändler Querschnitt, met Rudolf Schock

### Volks- en kunstlied
- Deutsche Volkslieder

### Soloalbums
- Erika Köth in ihren Lieblingsrollen
- Erika Köth singt Arien von Wolfgang Amadeus Mozart
- Erika Köth. Portrait

## Filmografie
- 1955: Ein Herz voll Musik
- 1955: Mozart (gastoptreden als "Königin der Nacht")
- 1958: Mein ganzes Herz ist voll Musik

## Onderscheiding
Erika Köth is geëerd met de Beierse Orde van Verdienste.